# Северная Европа
Се́верная Евро́па — культурно-географический регион в Европе, включающий в себя государства Скандинавии и прилегающие территории (страны и регионы). Это обширный и в то же время сравнительно слабонаселённый регион, по сравнению с другими регионами Европы.

## Входящие территории
В разных делениях к Северной Европе могут относить также Прибалтику, Исландию и Британские острова.
Согласно делению Организации Объединённых Наций (стандарт UN M.49), к Северной Европе относятся следующие государства (а также некоторые территории этих государств, имеющие особый статус: согласно стандарту UN M.49, они имеют собственный статистический код):
- Великобритания
  - Нормандские острова
    - Гернси
    - Джерси
    - Сарк

  - Остров Мэн
- Дания
  - Фарерские острова
- Ирландия
- Исландия
- Латвия
- Литва
- Норвегия
  - Шпицберген и Ян-Майен
- Финляндия
  - Аландские острова
- Швеция
- Эстония[2]

Северная Европа согласно варианту деления, опубликованному в германском журнале «Европа регионал» в 2005 году
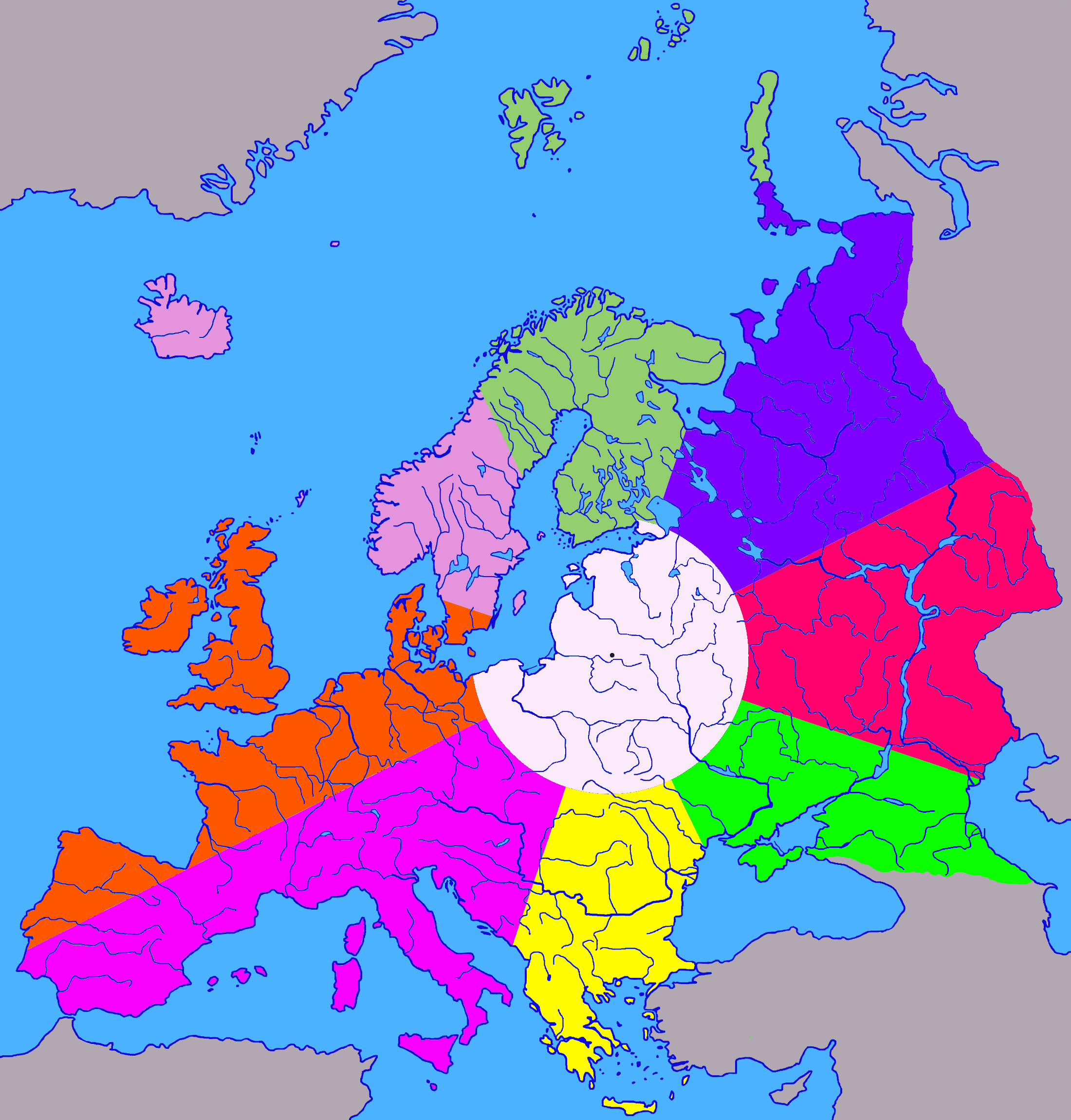
Вариант деления Европы на 8 сторон света и центральную часть из её географического центра